# Datang (köping i Kina, Guizhou)
Datang (kinesiska: 大塘, 大塘镇) är en köping i Kina. Den ligger i provinsen Guizhou, i den sydvästra delen av landet, omkring 84 kilometer söder om provinshuvudstaden Guiyang. Antalet invånare är 12346. Befolkningen består av 5 821 kvinnor och 6 525 män. Barn under 15 år utgör 30 %, vuxna 15-64 år 59 %, och äldre över 65 år 10,0 %.